# Norton Commando John Player Special
De Norton Commando John Player Special of Norton Commando 850 JPS was een sportmotor die het Britse merk Norton produceerde in 1974. Het betrof een limited edition, gebaseerd op de Norton Commando Roadster Mk II.

## Voorgeschiedenis
Norton was al sinds 1961 het enige Britse merk dat op grote schaal 750cc-motorfietsen produceerde, eerst met de Norton Atlas en vanaf 1969 met de Norton Commando. Deze machines leverden 56 à 60 pk, maar in 1971 verscheen de Norton Commando 750 Production Racer met de 65pk-sterke Combat motor. Deze machine was voor iedereen te koop.

### John Player Norton
| Peter Williams op de door hem zelf ontwikkelde John Player Norton                      |
| Norton Commando John Player Special in het Barber Vintage Motorsport Museum in Alabama |

In 1972 volgde een fabrieksracer, de door coureur Peter Williams ontwikkelde John Player Norton. Dit was een volbloed racer die aanvankelijk 70 pk leverde, maar die al snel op 76 pk en uiteindelijk 78 pk kwam. Deze machine leverde goede prestaties in de Daytona 200, de Anglo-American Match Races, de Thruxton 500, de Hutchinson 100 en de Formule 750. De stroomlijnkuip was ontwikkeld en geproduceerd bij Peel.

## Commando 850cc-modellen
In 1973 verschenen de eerste 850cc-Commando-modellen, de Commando 850 Interstate en de Commando 850 Roadster als belangrijkste, maar ook nog een kleine oplage van de Commando 850 Hi-Rider.

## Norton Commando John Player Special
In 1973 gaf Dennis Poore, eigenaar en bestuursvoorzitter van Norton Villiers, aan ontwerper Mike Oldfield de opdracht om een caféracer te ontwikkelen op basis van de 850cc-motor, maar toen het fabrieksteam met de John Player Norton ook aan enduranceraces ging deelnemen moest de stroomlijnkuip worden aangepast voor de plaatsing van twee koplampen. Daardoor verviel het plan voor de caféracer en werd een exclusieve sportmotor ontworpen. Deze machine werd de basis voor de Commando John Player Special die nu ook een stroomlijnkuip met twee koplampen kreeg. Voor het eerste prototype werd een Norton Commando 850 Roadster Mk II gebruikt, waarbij de stroomlijnkuip uit aluminium geklopt werd, maar er werden ook al mallen voor glasvezelversterkte kunststof ontwikkeld. De tank mocht niet van deze kunststof gemaakt worden. Daarom werd de stalen Roadster-tank gebruikt, maar die werd onder de glasvezel verborgen. Zo kreeg de Norton Commando John Player Special een exclusief uiterlijk, maar onderhuids was hij helemaal niet zo bijzonder. Het was feitelijk gewoon een Norton Commando 850 Roadster met een stroomlijnkuip.

### Motor
De motor was een dwarsgeplaatste, luchtgekoelde paralleltwin stoterstangenmotor met een boring van 77 mm, een slag van 89 mm en een cilinderinhoud van 828,6 cc. De smering werd verzorgd door een dry-sumpsysteem, de brandstofvoorziening door twee Amal 932 (32 mm) Concentric-carburateurs en de ontsteking door een Lucas 12V accu-bobinesysteem. De motor leverde 60 pk bij 6.200 tpm, precies zoals de Roadster en de Interstate.

### Transmissie
Vanaf de krukas dreef een triplexketting de meervoudige natte plaatkoppeling en de AMC-vierversnellingsbak aan. Op de versnellingsbak zat ook de kickstarter. Het schakelpedaal zat nog aan de rechterkant. Het achterwiel werd door een ketting aangedreven.

### Rijwielgedeelte
In tegenstelling tot de John Player Norton die elk jaar een nieuw experimenteel frame kreeg, gebruikte de Commando John Player Special het normale dubbel wiegframe met dikke centrale bovenbuis, isolasticsysteem en met de Norton Roadholder-telescoopvork voor en swingarm achter. In het voorwiel zat een 254mm-schijfrem, achter een 178mm-trommelrem. De stroomlijnkuip werd gebouwd door Avon. Ze had zoals gezegd twee 150mm-koplampen. De stroomlijnkuip liep aan de zijkanten door zodat ze een groot deel van de motor verborg. Het glasfiber tank/zitgedeelte bedekte de tank en het zadel had een grote bult achter de rijder. Bij de John Player Norton zat daar de accu, maar bij de John Player Special niet. Het was een kleine bagageruimte geworden. Het normale stuur was vervangen door clip-ons en achterrem en versnellingen werden bediend via een rem- en schakelset.

##### Isolastic systeem
| Het Isolastic systeem |

Hoofdingenieur Wally Wyatt had al een rubberophanging van het motorblok voor de P10 ontwikkeld, maar dat faalde. Het blok kon bewegen in het frame, maar de aandrijflijn niet. Daardoor liep de ketting van het achtertandwiel. Toch moest er iets gebeuren om de enorme trillingen van het blok te beperken. Aanpassingen aan nokkenas, carburateurs en uitlaatsysteem zouden betekenen dat het vermogen drastisch daalde, waardoor ten opzichte van de Atlas geen enkel voordeel zou worden geboekt. Bernard Hooper, een ingenieur die van Villiers kwam, bedacht tijdens een treinreis een oplossing voor de rubberophanging van het motorblok. Hij bouwde de hele aandrijflijn inclusief swingarm aan het motorblok vast, waardoor alles tegelijk "bewoog". Op de octrooiaanvraag van het systeem kwam ook de naam van Robert Victor ("Bob") Trigg, die bij Ariel en BSA gewerkt had, maar die nu samen met Stefan Bauer verantwoordelijk was voor de bouw van het frame.

### Productie
Hoewel de productie eind 1973 al startte, stonden de eerste machines pas in april 1974 in de showroom. De meeste werden geleverd met de 850cc-motor, maar enkele exemplaren werden voor veel geld voorzien van het experimentele 750cc-korteslagblok dat voor de John Player Norton was ontwikkeld. Hoeveel van deze blokken gebruikt werden is niet bekend, wel dat ze soms in volledige racetuning waren uitgevoerd, maar soms ook teruggetuned voor gebruik op de weg.
Norton had gepland om 1.000 John Player Specials te bouwen, maar het werden er slechts ongeveer 200, waarvan er 120 naar de Verenigde Staten gingen. Voor een deel was dat mogelijk te wijten aan het feit dat de sponsoring van het fabrieksteam door sigarettenfabrikant John Player & Sons na 1974 werd beëindigd.